# Zeeuwse boegsprietmot
De Zeeuwse boegsprietmot (Monochroa moyses) is een vlinder uit de familie tastermotten (Gelechiidae). De wetenschappelijke naam is voor het eerst geldig gepubliceerd in 1991 door Uffen.
De soort komt voor in Europa.